# Derby Central Library
Derby Central Library Derbys hovedbibliotek og blev etableret i 1879 sammen med Derby Museum and Art Gallery, som det stadig deler bygning med. Bygningen blev doneret til byen af Michael Thomas Bass og tegnet af Richard Knill Freeman. Biblioteket er Derby City Libraries' største afdeling.

## Historie
Indtil vedtagelsen af Public Libraries Act 1850 var der et antal privatejede udlånsbiblioteker i Derby – typisk drevet af boghandlere og finansieret på abonnementsvilkår.[kilde mangler]
Det "permanente" bibliotek i Derby blev etableret i Queen Street i 1811. I 1830'erne kostede det fire guineas at blive medlem og én guinea om året. Biblioteket havde 84 medlemmer i 1832. Samlingen indeholdt bl.a. Derby Philosophical Societys 4000 bind store bibliotek. I 1863 blev botanikeren Alexander Croall udpeget til bibliotekar og inspektør, og året efter blev museum og bibliotek lagt sammen. Croall forlod stillingen i 1875 for at blive inspektør på Smith Intitute i Stirling.
Byrådet overvejede i en årrække at udnytte beføjelserne, som 1850-loven gav, men hertugen af Devonshire forærede i 1878 sin Derbyshire-samling af bøger og papirer til byen,[kilde mangler] som dermed fik brug for et passende sted at opbevare disse materialer. Det fik man så året efter – og samtidig fik man så etableret et offentligt bibliotek.
Lørdag den 28. juni 1879 forestod Mr. Bass den officielle åbning af The Derby Free Library and Museum understor festivitas.
I september 1898 omfattede samlingen næsten 20.000 bind til udlån og over 11.000 bind til læsesalsbrug.
Inspektørboligen ved siden af biblioteket måtte i 1914 vige pladsen for en udbygning.[kilde mangler]
Museet blev i 1964 udvidet med en fløj, men den oprindelige bygning deles stadig mellem bibliotek og museum.

## Seogså
- Derby QUAD Arts centre

## Eksterne links
- Officiel website
- Derby Central Library Arkiveret 27. juli 2011 hos  Wayback Machine på www.librarytechnology.org

52°55′20″N 1°28′46″V / 52.92222°N 1.47944°V